# فرانك نايلور
فرانك نايلور (بالإنجليزية: Frank Naylor)‏ هو لاعب كرة قدم أمريكية أمريكي، ولد في 25 يناير 1959 في فيلادلفيا في الولايات المتحدة.